# Naughty Dog
Naughty Dog, Inc. (před přejmenováním v roce 1989 známý jako Jam Software) je americká videoherní vývojářská společnost sídlící v Santa Monica v Kalifornii. Byla založena Andym Galvinem a Jasonem Rubsinem v roce 1984 jako nezávislý tvůrčí tým. V roce 2001 byla koupena společností Sony Computer Entertainment. Gavin a Rubin už dříve vytvořili několik úspěšnějších her, jako třeba Rings of Power pro Sega Genesis nebo Way of the Warrior pro 3DO. Hra Way of the Warrior přiměla Universal Interactive Studios k uzavření smlouvy na tři tituly a k finanční injekci určené na rozšíření společnosti.
Mark Cerny, který se významně podílel na vývoji hry Sonic The Hedgehog 2 pro Segu, přesvědčil Naughty Dog, aby se soustředili na vývoj plošinovky, která by plně využívala 3D funkce nejnovějších herních systémů. To nakonec vedlo k vydání Crash Bandicoot pro konzoli PlayStation 31. srpna 1996. Naughty Dog poté vytvořili tři další hry ze série Crash Bandicoot. V lednu 2001 Sony oznámilo, že Naughty Dog koupí. Po vývoji Crash Team Racing začala společnost vyvíjet hru Jak and Daxter pro PlayStation 2.
V roce 2004 prezident studia Naughty Dog Jason Rubin společnost opustil, aby začal pracovat na novém projektu zvaném Iron and the Maiden. Naughty Dog má také vlastní ICE team (Initiative for a Common Engine Team), jeden z SIE Worldwide Studio's skupin pro technologii. První titul společnosti na PlayStation 3 byl Uncharted: Drake's Fortune, vydaný v roce 2007, pokračování Uncharted 2: Among Thieves vyšlo v roce 2009 a v roce 2011 Uncharted 3: Drake's Deception. Naughty Dog byl znám jako vývojářský tým, který nejen vyvíjel vždy pouze jednu hru, ale byl omezen i na jednu frančízu na jednu herní konzoli. To platilo do oznámení hry The Last of Us na Spike Video Game Awards 10. prosince 2011; tento titul pro PlayStation 3 vyvíjel druhý tým studia a byl vydán v červnu 2013. V roce 2016 vyšel poslední díl série Uncharted, Uncharted 4: A Thief's End a v prosinci na akci PlayStation Experience byl oznámen datadisk Uncharted Lost Legacy a hra The Last of Us Part II.